# Покровник
Покровник је насељено мјесто у саставу града Дрниша, у Далмацији, у Шибенско-книнској жупанији, Република Хрватска.

## Географија
Насеље је удаљено око 14 км југозападно од Дрниша.

## Становништво
Према попису из 1991. године, Покровник је имао 357 становника. Према попису становништва из 2001. године, Покровник је имао 256 становника. Насеље је према попису становништва из 2011. године имало 220 становника.
| Демографија | Демографија | Демографија |
| Година      | Становника  | Становника  |
| ----------- | ----------- | ----------- |
| 1961.       | 477         |             |
| 1971.       | 472         |             |
| 1981.       | 381         |             |
| 1991.       | 357         |             |
| 2001.       | 256         |             |
| 2011.       |             | 220         |

## Попис1991.
На попису становништва 1991. године, насељено место Покровник је имало 357 становника, следећег националног састава:
| Попис 1991.‍ | Попис 1991.‍ | Попис 1991.‍ | Попис 1991.‍ | Попис 1991.‍ |
| ----------- | ----------- | ----------- | ----------- | ----------- |
|             |             |             |             |             |
| Хрвати      | Хрвати      |             | 355         | 99,43%      |
| непознато   | непознато   |             | 2           | 0,56%       |
| укупно: 357 |             |             |             |             |